# 虎尾海軍航空隊
虎尾海軍航空隊（こびかいぐんこうくうたい）是台灣日治時代大日本帝國海軍航空部隊・教育機關之一。太平洋戰爭開戰後，為大量養成航空要員，而設置的初歩練習部隊。

## 沿革

### 練習航空隊

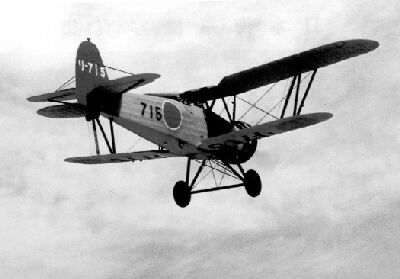
九三式中間練習機

太平洋戰爭開戰後，海軍航空兵的教育機關擴大。也在各地設置為預科練畢業生實施初歩練習的練習航空隊。虎尾空是1944年(昭和19年)5月15日在台南州虎尾郡虎尾街郊外的虎尾飛行場開隊，隸屬海軍第14聯合航空隊。
虎尾飛行場為高雄警備府管轄的海軍航空飛行初步訓練基地，日本海軍根據〈海軍航空隊隊令〉所規定依照所屬海軍航空基地命名海軍航空隊，因此隸屬虎尾飛行場的航空隊命名為「虎尾海軍航空隊」。。
虎尾飛行場及虎尾海軍航空隊定位於飛行初步訓練，基礎訓練內容包含飛行駕駛、飛行規則與實作駕駛，實作飛行包含習慣飛行、起降落共乘、單獨飛行、編隊飛行、特殊飛行(翻轉、橫轉、反轉、失速反轉、斜向滑行、定點降落) 、編體特殊飛行、面對敵機、機關掃射等，練習生包含日籍兵及臺籍日本兵。
台中分遣隊隸屬虎尾海軍航空隊前屬於高雄海軍航空隊，高雄海軍航空隊於1944年4月解隊，5月虎尾海軍航空隊開隊後再次設置臺中分遣隊。1945年2月美軍進佔菲律賓後，因應美軍攻擊日本本土戰爭局勢調整海軍航空編隊，第一航空艦隊於臺灣落成，虎尾海軍航空隊於1945年2月15日隊伍解散，隸屬虎尾海軍航空隊的臺中分遣隊也於同日一同解散，同年6月15日虎尾飛行場成為南臺海軍航空隊駐地基地直至終戰。

#### 時間軸
- 1944年

5月15日 開隊、高雄警備府隸下。
飛行科預備生徒1期（學徒出陣組、三重海軍航空隊畢業生）入隊。
7月　飛練39、40期（預科練甲13期生松山海軍航空隊畢業生）入隊。
9月　飛練41期（預科練甲13期生奈良分遣隊畢業生）入隊。
12月1日　高雄海軍航空隊廢止、編入台中分遣隊。
- 1945年

2月15日 解隊。

### 練習機特攻
實機教育因機材・燃料・人員枯渴而困難，為實施天號作戰、菊水作戰，包括虎尾在內的台灣各海軍飛行場移交作戰的實施部隊。解隊後，一部分的殘留者編入台灣海軍航空隊，參加天號作戰、菊水作戰。機體則轉用於由台灣部隊編成的特攻隊「忠誠隊」。
1945年(昭和20年)5月，以虎尾飛行場為基地的第132海軍航空中練隊(龍虎隊)，下轄3小隊，各小隊有8架，運用基地的九三式中間練習機搭載25番炸彈，中途經過宜蘭飛行場、石垣基地，飛抵宮古島基地，再依宮古基地指揮官的指令，進行宮古島近海夜間特攻攻撃。同年5月28日下午17點30分，第2龍虎小隊的9架練習機自虎尾飛行場出發進行特攻，同日19點20分飛抵宜蘭飛行場。6月1日飛往石垣島途中遇到暴風雨，其中7架迫降與那國島時機體重創，僅1架飛抵石垣島，此機於6月9日又因汽油幫浦故障，起飛後墜機造成飛機損毀，第2龍虎小隊的飛機因而全滅。

### 終戰
終戰後，虎尾飛行場營舍部分由中華民國國軍繼續作為防空部隊營區使用；起降場等大部分區域回復為農地，目前經過重劃成為虎尾高鐵都市特定區的一部分，原起降場範圍土地現分做臺灣大學虎尾校區預定地(含台大醫院雲林分院虎尾院區)、虎尾科技大學新校區預定地、農博生態公園等使用。

## 主力機種
- 九三式中間練習機等各種陸上練習機

## 歷代司令
- 市村茂松（1944年5月15日－）
- 不詳（1944年1月15日－1945年2月15日）

## 關連項目
- 艦隊
- 聯隊
- 陸軍飛行戰隊
- 海軍航空部隊
- 大日本帝国海軍航空隊列表
- 虎尾空軍基地